# Slieve Croob

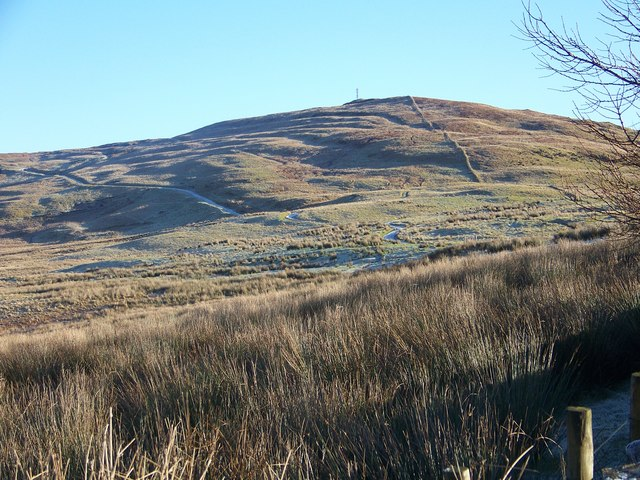
Slieve Croob sett från Slieve Croobs parkeringsplats.

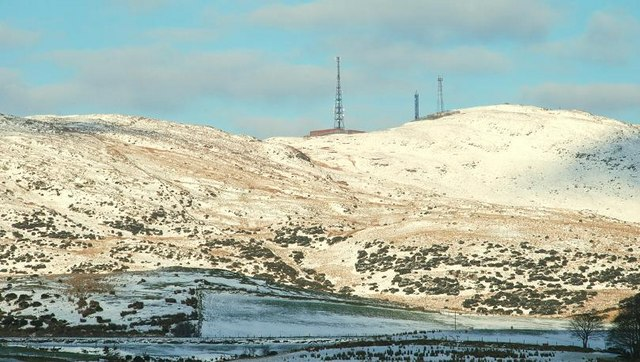
Slieve Croob under vintern.

Slieve Croob är den största av en liten grupp av bergstoppar i centrala grevskapet Down, norr om Mournebergen i Nordirland. Slieve Croob ligger nära Dromara och Ballynahinch.
Berget är källan för floden Lagan. Toppen ligger på 534 meter över havet.